# David Parker
David William Parker (Roxburgh, Otago, 1960) és un polític neozelandès i diputat de la Cambra de Representants de Nova Zelanda des de les eleccions de 2002. Des del setembre de 2013 és el líder segon del Partit Laborista. Fou ministre entre 2005 i 2008 en el gabinet de Helen Clark.

## Inicis
Parker va néixer el 1960 a Roxburgh, una vila d'Otago, i va créixer a Dunedin, la capital d'aquesta regió. A Dunedin estudià dret i comerç a la Universitat d'Otago, graduant-se amb un grau BCom i un grau LLB. El 1979 va ser un dels dos cofundadors del Centre de Dret Comunitari de Dunedin.
Abans de ser polític, Parker treballà com a advocat a la companyia legal Anderson Lloyd Caudwell. Després treballaria en la companyia agribiotecnològica Blis Technologies, on seria gerent.

## Diputat
| Parlament de Nova Zelanda |      |                |        |           |
| Anys                      | Leg. | Circumscripció | Llista | Partit    |
| 2002-2005                 | 47   | Otago          | 47     | Laborista |
| 2005-2008                 | 48   | Llista         | 37     | Laborista |
| 2008-2011                 | 49   | Llista         | 17     | Laborista |
| 2011-actualitat           | 50   | Llista         | 2      | Laborista |

En les eleccions generals neozelandeses de 2002 Parker fou elegit com al candidat del Partit Laborista en la circumscripció electoral d'Otago. Des de la creació de la circumscripció per a les eleccions de 1978 cap candidat del Partit Laborista hi havia guanyat, sempre sent guanyada per un candidat del Partit Nacional. Tot i això, Parker fou capaç de guanyar-hi, rebent el 44,29% del vot total.
Parker perdria a Otago en les eleccions de 2005 contra Jacqui Dean del Partit Nacional. Dean va rebre el 47,42% del vot contra el 41,97% per part de Parker. Però seria elegit com a diputat de llista en trobar-se 37è en la llista electoral del seu partit.
En ser abolida la circumscripció d'Otago i reemplaçada per Waitaki a partir de les eleccions de 2008, Parker i Dean s'enfrontarien en una elecció per segona vegada consecutiva. Dean hi guanyà fàcilment amb el 60,13% del vot contra el 32,06% de Parker. De nou seria elegit diputat de llista, en aquesta ocasió trobar-se 17è en la llista electoral del Partit Laborista.
En les eleccions de 2011 Parker seria candidat a Epsom. Quedà en tercer lloc en ser vençut per John Banks d'ACT Nova Zelanda i Paul Goldsmith del Partit Nacional. Banks guanyà amb el 44,10% del vot per sobre del 37,80% de Goldsmith i el 10,45% de Parker. Parker es trobava en aquestes eleccions segon en la llista electoral del seu partit i conseqüentment fou elegit com a diputat de llista per tercera vegada.

### Ministre
En ser elegit el 2005 per un tercer i final termini el Partit Laborista, liderat per Helen Clark, la Primera Ministra el nomenà ministre. Parker seria a partir del 19 d'octubre Fiscal General, Ministre d'Energia, del Canvi Climàtic i de Transport. El 20 de març dimití com a Fiscal General i el 21 de març com a ministre a causa d'una al·legació de frau. Però l'abril després d'una investigació es va anunciar que Parker no va cometre frau.
El 3 de maig la Primera Ministra Clark el va fer de nou Ministre d'Energia i Ministre del Canvi Climàtic, però no seguiria com a Fiscal General o Ministre de Transport. A més, seria nomenat Ministre d'Informació Geològica i de Serveis Estatals.
El juliol de 2007 en dimitir el Ministre del Medi Ambient David Benson-Pope, Parker seria temporalment el Ministre del Medi Ambient en funcions fins a l'octubre, quan seria succeït per Trevor Mallard.

### Líder segon del Partit Laborista
En guanyar David Cunliffe l'elecció al lideratge del Partit Laborista el 15 de setembre de 2013 després de la dimissió per part de David Shearer, Parker seria nomenat líder segon el 17 de setembre.

## Vida personal
Parker està en una relació amb Barbara Ward i prèviament estava casat amb Susan Wootton fins al 2011. Té tres fills.